# Bouchagroune
Bouchagroune là một đô thị thuộc tỉnh Biskra, Algérie. Dân số thời điểm năm 2002 là 10.8 người.